# Ребово
Ребово — деревня в Вытегорском районе Вологодской области.
Входит в состав Андомского сельского поселения, с точки зрения административно-территориального деления — в Андомский сельсовет.
Расстояние по автодороге до районного центра Вытегры — 34,6 км, до центра муниципального образования села Андомский Погост — 2,6 км.
По переписи 2002 года население — 30 человек (12 мужчин, 18 женщин). Всё население — русские.